# Edmund Strother Phelps
Edmund Strother Phelps (anglès: Edmund Phelps)  (Evanston, 26 de juliol de 1933) és un economista nord-americà guardonat amb el Premi del Banc de Suècia de Ciències Econòmiques l'any 2006 per les seves aportacions a l'anàlisi sobre les compensacions internacionals en les polítiques macroeconòmiques.

## Biografia
Va néixer el 26 de juliol de 1933 a la població d'Evanston, situada a l'estat nord-americà d'Illinois. Va créixer i va anar a l'escola de Hastings-on-Huson, població situada a l'estat de Nova York, on es va mudar la seva família quan el tenia 6 anys. El 1951 va anar l'Amherst College, i seguint el consell del seu pare, va començar el seu primer curs d'economia en el seu segon any a Amherst. El curs va ser impartit per James Nelson, i estava basat en un llibre de text de Paul Samuelson. A Phelps li va impressionar la possibilitat d'aplicar l'anàlisi formal a un dels seus antics interessos, els negocis. També va començar a preocupar-se aviat pels problemes no resolts i els defectes de la teoria existent, com el buit que havia entre la microeconomia i la macroeconomia. Després de graduar-se l'any 1955, entrà a la Universitat Yale, on fou alumne de James Tobin i Thomas Schelling, i va ser company d'Arthur Okun, universitat en la qual es doctorà l'any 1959..

## Primera recerca
Després de rebre el doctorat va treballar com a economista per a la RAND Corporation. No obstant això, Phelps va tornar al món acadèmic, sentint que a la RAND (companyia dedicada la investigació en defensa) no podia seguir en el camp de recerca que més li interessava, la macroeconomia. Així doncs, l'any 1960, va entrar a formar part del departament d'investigació a la fundació Cowles alhora que realitzava classes a la Universitat Yale. En la fundació Cowles, la seva investigació estava orientada en el model de creixement exogen, partint d'un treball de Robert Solow. Com a part de la seva investigació va publicar el 1961 el seu treball The Golden Rule of Capital Accumulation ("La regla d'or de l'acumulació del capital"), una de les seves majors contribucions a la ciència econòmica. També va escriure articles sobre altres àrees de la teoria econòmica, l'economia monetària o l'equivalència ricardiana i la seva relació amb el creixement òptim.
El treballar en la fundació Cowles va donar a Phelps l'oportunitat de relacionar-se amb altres economistes d'alt nivell que treballaven en la teoria del creixement, com David Cass o Tjalling Koopmans. També durant el curs 1962-63 va visitar l'Institut Tecnològic de Massachusetts, on va estar en contacte amb els futurs guanyadors del Premi Nobel Paul Samuelson, Robert Solow i Franco Modigliani.

## Segona recerca
El 1966 va deixar la Universitat Yale per la Universitat de Pennsilvània, on va ocupar una plaça com a professor d'economia. En aquesta universitat la investigació de Phelps es va centrar principalment en el vincle entre ocupació, ajustament dels salaris i inflació, arribant a la seva influent publicació "Money-Wage Dynamics and Labor Market Equilibrium" ("Dinàmica diners-salaris i equilibri del mercat de treball"). Aquesta investigació va contribuir a l'enteniment de la corba de Phillips en microeconomia, incloent el paper de les expectatives (en la forma d'expectatives adaptatives) i informació imperfecta en l'ajustament de salaris i preus. També va presentar el concepte de taxa natural d'atur i va mostrar que l'equilibri en el mercat de treball és independent de la taxa d'inflació, d'aquesta forma no hi ha relació a llarg termini entre atur i inflació. Aquesta observació té una important implicació en la política keynesiana de demanda, ja que mostra que només té un efecte transitori i no es pot utilitzar per al control a llarg termini de la taxa d'atur en l'economia.
Posteriorment va col·laborar amb altres economistes en una investigació sobre el creixement econòmic, els efectes de la política monetària i fiscal i el creixement òptim de la població.
L'any 2006 fou guardonat amb el Premi del Banc de Suècia de Ciències Econòmiques per les seves anàlisis sobre compensacions internacionals en la política macroeconòmica.

## Obres més destacades
- Phelps, Edmund S. «The Golden Rule of Capital Accumulation». American Economic Review, 51, 1961, pàg. 638-643.
- Phelps, Edmund S.. Golden Rules of Economic Growth, 1966.
- Phelps, Edmund S. «Models of Technical Progress and the Golden Rule of Research». Review of Economic Studies, 33, 1966, pàg. 133-146.
- Phelps, Edmund S. «Money-Wage Dynamics and Labor Market Equilibrium». Journal of Political Economy, 76, 1968, pàg. 678-711.
- Phelps, Edmund S. «Economic Justice and the Spirit of Innovation». First Things, octubre 2009.
- Phelps, Edmund S. «The good life and the good economy: the humanist perspective of Aristotle, the pragmatists and the vitalists, and the economic justice of John Rawls». Arguments for a better world: essays in honor of Amartya Sen, I, 2009, pàg. 35–49.
- Phelps, Edmund S.. Princeton University Press. Mass Flourishing: How Grass Roots Innovation Created Jobs, Challenge, and Change.  Princeton University Press, 2013. ISBN 978-0-691-15898-3.